# Cantonul Bourges-4
Cantonul Bourges-4 este un canton din arondismentul Bourges, departamentul Cher, regiunea Centru, Franța.